# بينجامين إينوستروزا
بينجامين إينوستروزا (بالإسبانية: Benjamín Inostroza)‏ هو لاعب كرة قدم ومدرب كرة قدم تشيلي في مركز الهجوم، ولد في 25 أبريل 1997 في سانتياغو في تشيلي. لعب مع نادي أونيفرسيداد دي تشيلي.

## وصلات خارجية
- بينجامين إينوستروزا على موقع قاعدة بيانات كرة القدم.إي يو (الإنجليزية)
- بينجامين إينوستروزا على موقع Soccerway.com (الإنجليزية)